# هاينكل
هاينكل ( تُلفظ بالألمانية: [ˈhaɪŋkəl ˈfluːktsɔʏkˌvɛʁkə] ) هي شركة ألمانية لصناعة الطائرات أسسها وتحمل اسم إرنست هينكل. يقع مقرها في مكلنبورغ فوربومرن. يشتهر بإنتاج طائرة قاذفة للوفتفافه في الحرب العالمية الثانية وللمساهمات المهمة في الطيران عالي السرعة، مع أمثلة رائدة لصاروخ تعمل بالوقود السائل بنجاح وطائرة تعمل بالطاقة النفاثة في تاريخ الطيران.

## التاريخ
بعد النجاح المهني الذي حققه إرنست هينكل كمصمم رئيسي لشركة هانزا-براندنبورغ للطيران في الحرب العالمية الأولى، تم تأسيس شركة هينكل الخاصة في فارنيموند في عام 1922، بعد تخفيف القيود المفروضة على الطيران الألماني التي فرضتها معاهدة فرساي. بحلول عام 1929، كانت المقاليع الهوائية التي تعمل بالهواء المضغوط التابعة للشركة قيد الاستخدام في الشركة الألمانية نورث جيرمن لويد في بريمن وأوروبا لإطلاق طائرات البريد قصيرة المدى.  كان أول نجاح تصميمي للطائرة بعد الحرب العالمية الأولى للشركة هو تصميم طائرة بريد عالية السرعة وهاينكل إتش إي 70 بليتز ذات المحرك الواحد والمركبة بالكامل لصالح الخطوط الجوية الألمانية هانزا عام 1932، والتي حطمت عددًا من سجلات السرعة الجوية وقتها. تبعه هنيكل إتش إي 111 Doppel-Blitz ذات المحركين، والتي أصبحت الدعامة الأساسية لسلاح الجو النازي أثناء الحرب العالمية الثانية كطائرة قاذفة. كان أهم المصممين لهينكل في هذه المرحلة الأخوين جونتر التوأم، سيغفريد ووالتر، وهينريش هيرتل. وكان مقر الشركة في روستوك عرفت فيما بعد باسم هنكل نورد (هنكل-الشمال)، وتقع في ما كان يسمى روستوك - Marienehe حي (روستوك اليوم - Schmarl، على طول الضفة الغربية من مصب Unterwarnow)، حيث ان الشركة بالإضافة إلى ذلك، تمتلك مطار على طول الشريط الساحلي في حي روستوك / شمارل حوالي ثلاثة كيلومترات (1.9 ميل) شمال غرب المكاتب الرئيسية، مع منشأة هينكل-سود للهندسة والتصنيع الثانية في شفيشات، النمسا، بعد أنشلوس في عام 1938.

### الحرب العالمية الثانية

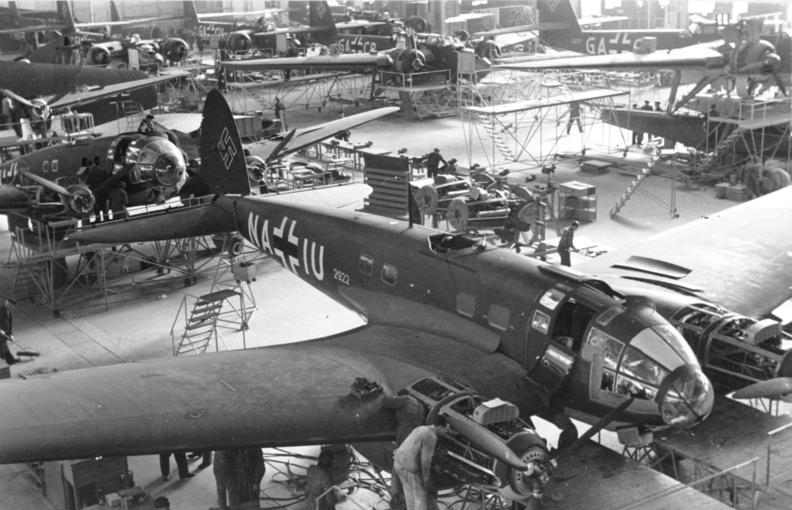
إنتاج هينيكل هي 111 في عام 1939

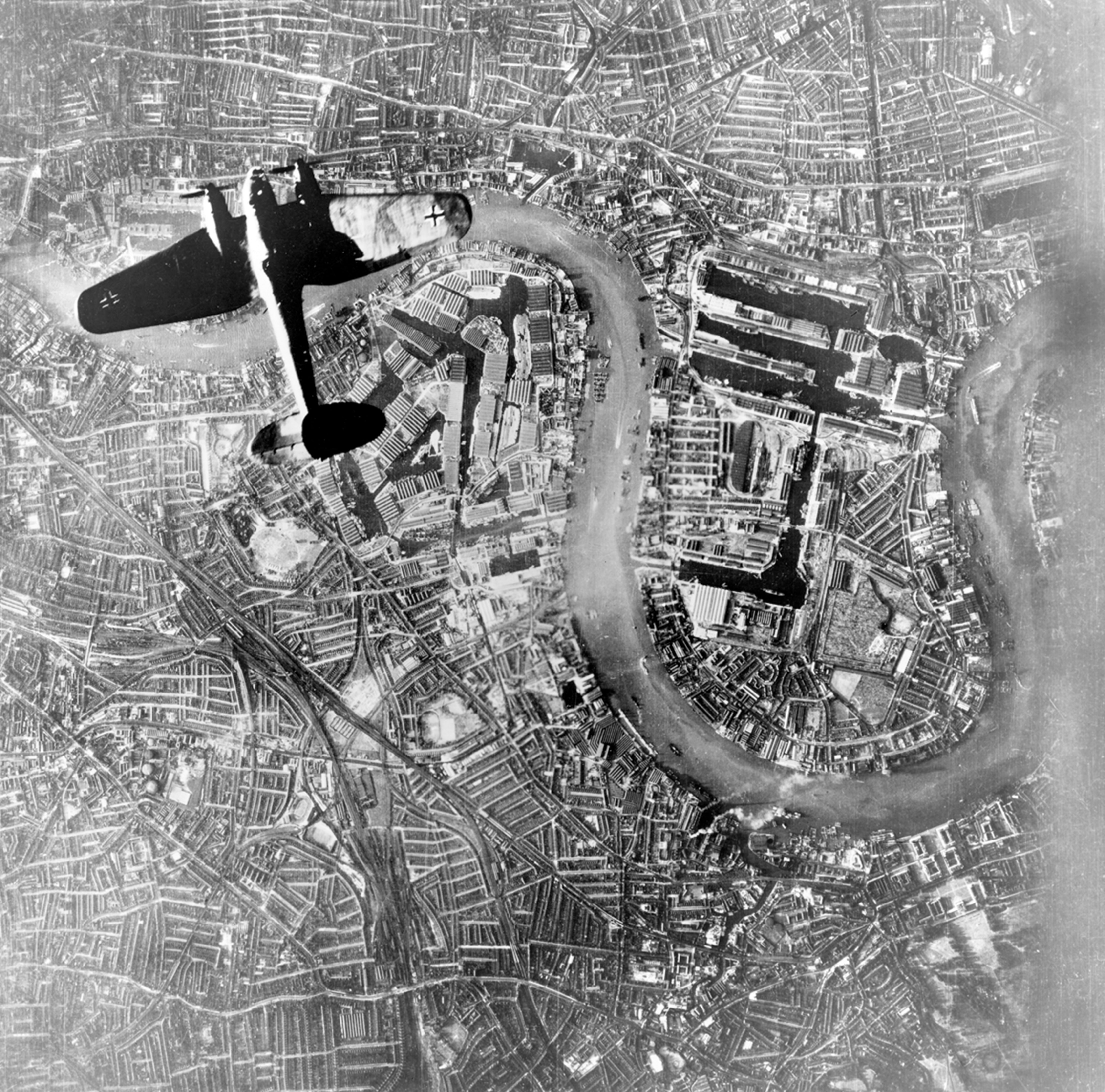
قاذفة القنابل هنيكل إتش إي 111 فوق ساري دوكس التجاري في جنوب لندن في 7 سبتمبر 1940

ترتبط شركة هينيكل ارتباطًا وثيقًا بالطائرات التي تستخدمها لوفتفافه خلال الحرب العالمية الثانية. بدأ هذا بتكييف هي70، وعلى الأخص هي111، ليتم استخدامها كقاذفات قنابل. كما وفرت شركة هينيكل قاذفة القنابل الثقيلة الوحيدة في سلاح الجو النازي، وهي هاينكل هي 177، رغم أن هذه اطائرة لم يتم نشرها بأعداد كبيرة.
كانت هنيكيل أقل نجاحًا في بيع تصاميم الطائرات المقاتلة. قبل الحرب، تم رفض هاينكل هي 112 لصالح مسرشميت بي اف 109 ، وفشلت محاولة الشركة لتصميم مسرشميت مع هاينكل هي 100 بسبب التدخل السياسي داخل وزارة طيران الرايخ (RLM)   - وزارة الطيران الرايخ). كما زودت الشركة سلاح الجو بمقاتلة ليلية رائعة، هاينكل هي 219، التي عانت أيضًا من السياسة ولم تُنتج إلا بأعداد محدودة، ولكنها كانت أول طائرة لسلاح الجو في خط المواجهة الأول تستخدم معدات ثلاثية العجلات قابلة للسحب لتصميم هيكلها السفلي، أول طائرة عسكرية في الخطوط الأمامية في العالم تستخدم المقاعد المقذوفة. على النقيض من ذلك، فإن القاذفة الثقيلة الوحيد التي دخلت الخدمة في سلاح الجو خلال سنوات الحرب كانت – هاينكل هي 177 Greif – تحولت إلى واحد من أكثر تصميمات الطائرات الألمانية وقت الحرب إثارة التي تشتعل الحرائق في محركاتها. 
من عام 1941 وحتى نهاية الحرب، تم دمج الشركة مع الشركة المصنعة للمحركات Hirth لتشكيل Heinkel-Hirth، مما يتيح للشركة القدرة على تصنيع محطات توليد الطاقة الخاصة بها، بما في ذلك شركة تصنيع المحركات Heinkel Strahltriebwerke turbojet التابعة لها.
كان اسم هينيكل أيضًا وراء العمل الرائد في تطوير المحركات النفاثة والصواريخ، وأيضًا شركة الطيران الألمانية التي حاولت الترويج لاستخدام معدات الهبوط للدراجة ثلاثية العجلات ، وهي ندرة نسبية في تصميم هيكل الطائرة الألماني في بداية الحرب العالمية الثانية. في عام 1939 ، أصبحت طائرتي -تحت قيادة إريك وارسيتز،  هنكل 176 وهنكل 178 أول تصاميم الطائرات التي تطير تحت صاروخ يعمل بالوقود السائل ومحرك نفاث عنفي على التوالي.

### عمل الرقيق خلال الحرب العالمية الثانية
كانت هينكل مستخدمًا رئيسيًا للمحتجزين في معسكرات الاعتقال في ساكسنهاوزن، حيث استخدم ما بين 6000 و8000 سجين في بناء القاذفة هي 177. 

### ما بعد الحرب

Heinkel He 231 Concept التكرار الثاني

في أعقاب الحرب، مُنعت شركة هينيكل من تصنيع الطائرات وبدلاً من ذلك صممت الدراجات الهوائية وسكوتر (انظر أدناه)، ونموذج هينيكل الصغير. عادت الشركة أخيرًا إلى صناعة الطائرات في منتصف الخمسينيات من القرن الماضي، لبناء إف-104 ستارفايتر لسلاح الجو في ألمانيا الغربية. في عام 1965، دمجت الشركة في شركة Vereinigte Flugtechnische Werke (VFW) ، والتي استوعبتها بدورها شركة Messerschmitt-Bölkow-Blohm في عام 1980 وأصبحت فيما بعد جزءًا من شركة إيرباص.
صممت الشركة طائرة إقلاع وهبوط عمودي/قصير تسمى هينيكل هي 231 (VJ 101A)، تهدف إلى حماية مطارات ألمانيا الغربية من الهجوم السوفيتي. 

## منتجات

### الطائرات
HD - Heinkel Doppeldecker
- هينكل HD 14
- هينكل HD 16
- هينكل HD 17
- هينكل HD 19
- هينكل HD 20
- هينكل HD 21
- هينكل HD 22
- هينكل HD 23
- Heinkel HD 24 - طائرة مائية، (1926).
- هينكل HD 25
- هينكل HD 26
- هينكل HD 28
- هينكل HD 29
- هينكل HD 32
- هينكل HD 33
- هينكل HD 35
- هينكل HD 36
- مقاتلة Heinkel HD 37 (ذات سطحين)
- مقاتلة Heinkel HD 38 (ذات السطحين)
- هينكل HD 39
- هينكل HD 40
- Heinkel HD 42 - طائرة مائية
- مقاتلة Heinkel HD 43 (ذات سطحين)
- Heinkel HD 55 استطلاع قارب الطيران

he- هينكل إينديكر
- Heinkel HE 1 - طائرة نقل منخفضة الجناحين (أحادية السطح)
- تحسين Heinkel HE 2 على HE 1
- Heinkel HE 3
- Heinkel HE 4 استطلاع (طائرة أحادية السطح)
- Heinkel HE 5 استطلاع (طائرة أحادية السطح)
- Heinkel HE 8 استطلاع (طائرة أحادية السطح)
- Heinkel HE 9
- Heinkel HE 12
- Heinkel HE 18